# Ligne de Libourne au Buisson
La ligne de Libourne au Buisson, est une ligne de chemin de fer française en service. Longue d'environ 97 kilomètres, voie unique à écartement normal, elle relie les gares de Libourne dans le département de la Gironde à celle du Buisson dans le département de la Dordogne.
Elle constitue la ligne 629 000 du Réseau ferré national.
Avec la ligne de Siorac-en-Périgord à Cazoulès elle constitue une ligne transversale qui reliait Bordeaux à Aurillac, mais qui se termine aujourd'hui à Sarlat.

## Histoire

### Chronologie
- Le 14 juin 1861, déclaration d'utilité publique de Libourne à Bergerac[1].
- Le 6 juillet 1862[1], adjudication de la concession à M. Denis-Jean-Edmond de Rougemont de Lowenberg.
- Le 9 mai 1863[1], autorisation de la société Compagnie du chemin de fer de Libourne à Bergerac.
- Le 2 janvier 1869, rétrocession à la Compagnie du chemin de fer de Paris à Orléans.
- Le 28 janvier 1869, ouverture de la section de Libourne à Castillon[2].
- Le 29 novembre 1873, ouverture de la section de Castillon à Port-Sainte-Foy[2].
- Le 20 décembre 1875, ouverture de la section de Port-Sainte-Foy à Bergerac[2].
- Le 28 juin 1879, ouverture de la section de Bergerac au Buisson[3].
- Le 8 septembre 1997 a lieu l'accident de Port-Sainte-Foy, accident de passage à niveau le plus meurtrier de France[4].

### Origine

#### De Libourne à Bergerac

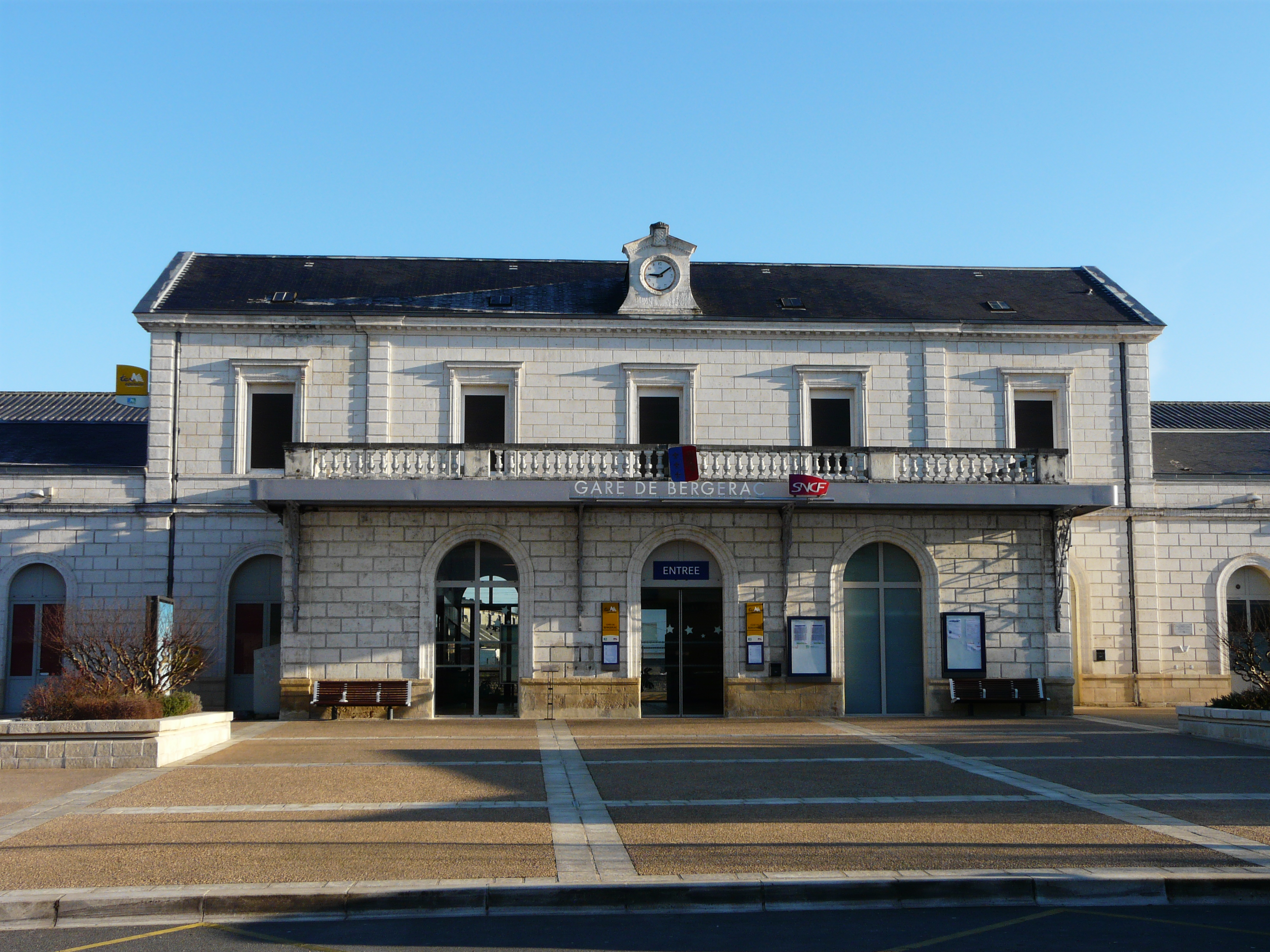
La gare de Bergerac.

Les 2 février et 6 avril 1855 est signée une convention entre le ministre des Travaux publics et les administrateurs de la Compagnie du chemin de fer Grand-Central de France. Elle concède à titre éventuel à la compagnie « un embranchement sur Bergerac ». Cette convention est approuvée par décret impérial le 7 avril 1855.
Le chemin de fer de Libourne à Bergerac est déclaré d'utilité publique par décret impérial le 14 juin 1861. Ce chemin de fer est l'une des réalisations autorisées par la loi relative aux chemins de fer du 2 juillet 1861. L'autorisation d'ouvrir une procédure d'adjudication sur le crédit prévu pour 1863 est effective avec la publication du décret du 19 avril 1862.
Le banquier Denis-Jean-Edmond de Rougemont de Lowenberg dépose une soumission pour cette ligne le 16 juin 1862, qui lui est adjugée le même jour par le ministre de l'Agriculture, du Commerce et des Travaux publics. il devient définitivement concessionnaire par le décret du 6 juillet 1862, qui précise qu'il n'y aura pas de subvention de l'État et que sa durée est de 99 ans à partir de la date fixée pour l'achèvement des travaux. Le 9 mai 1863 le décret impérial no 14848 autorise la société anonyme dénommée « Compagnie du chemin de fer de Libourne à Bergerac » qui bénéficie de l'apport de la concession soumise par M. de Rougemont.
Cette compagnie qui a eu des difficultés pour se constituer, notamment du fait que la concession a été emportée en renonçant à la totalité de la subvention de 5 millions, ouvre le chantier de la ligne. Mais ses problèmes financiers la font poursuivre par ses créanciers et elle est déclarée en faillite le 18 juillet 1866, ce qui provoque la suspension de l'ensemble des travaux en cours.
La Compagnie du chemin de fer de Paris à Orléans obtient en 1869 la concession définitive de la ligne de Libourne à Bergerac. Il s'agit d'une rétrocession de la concession initialement concédée à la Compagnie du chemin de fer de Libourne à Bergerac, reprise par l'État à la suite de la faillite de cette compagnie. Les éléments de ces transactions sont officialisés par un décret impérial le 2 janvier 1869.

#### De Bergerac au Buisson

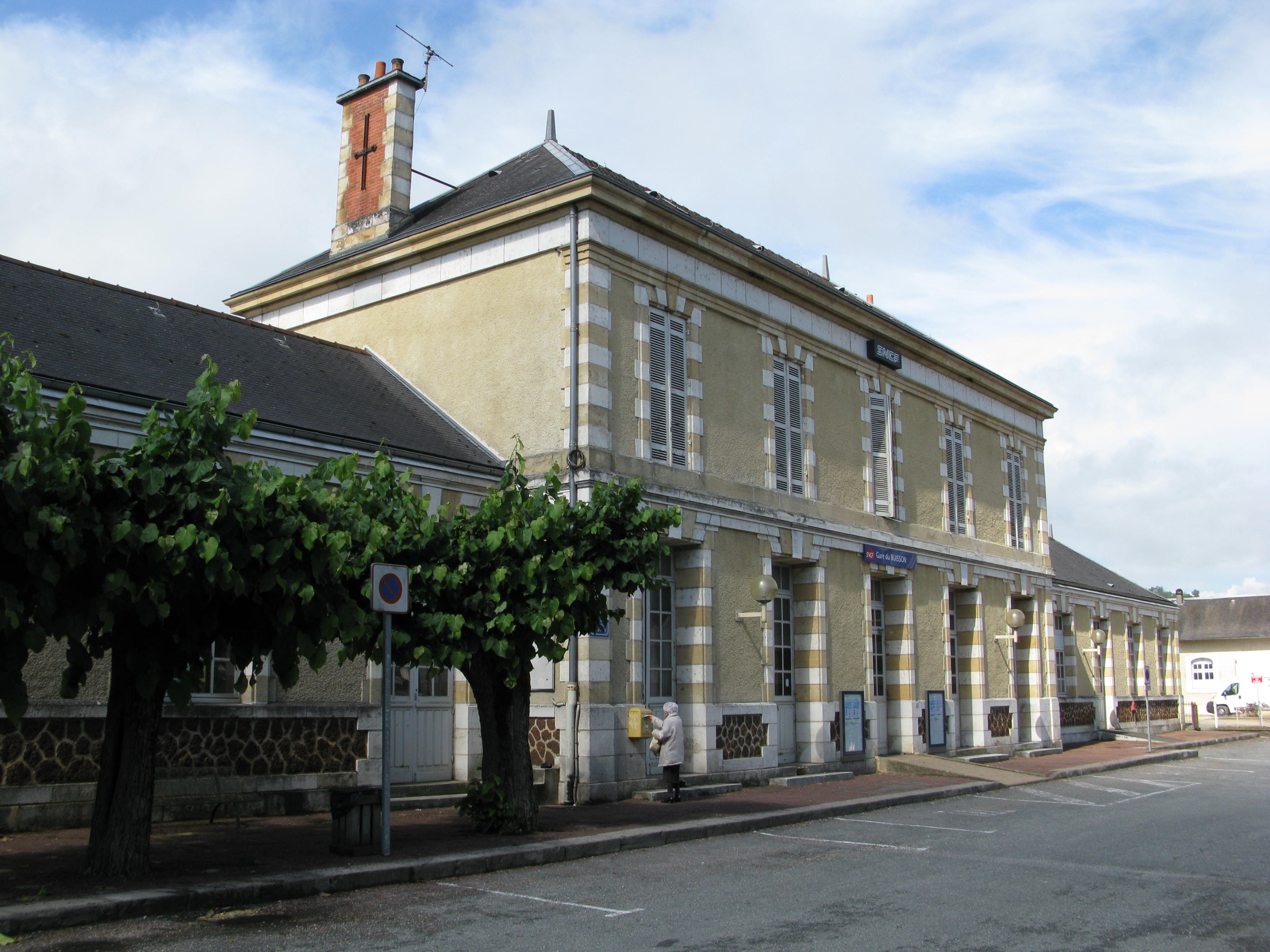
La gare du Buisson.

Une convention signée entre le ministre des Travaux publics avec la Compagnie du chemin de fer de Paris à Orléans (PO) le 26 juillet 1868 prévoit la concession à titre éventuel de la section de Bergerac au Buisson. Cette convention est approuvée par décret impérial à la même date. L'établissement d'un chemin de fer de Bergerac à la ligne de Périgueux à Agen, près « du Buisson de Cabans », le tracé doit passer par ou près de Mouleydier, Lalinde, la presqu'île de Trémolat et celle d'« Alès » (devenu Alles-sur-Dordogne) est déclarée d'utilité publique et concédée à titre définitif par une loi le 23 mars 1874.

### La ligne auXXesiècle
Jusqu'en 1980 il existait, dans chaque sens, deux autorails directs (un seul en hiver) Bordeaux-Aurillac par Bergerac, Sarlat et Saint-Denis-près-Martel où ils rejoignaient la ligne de Brive à Aurillac, service assuré, la dernière décennie par les confortables rames à grand parcours (RGP). Cette liaison a été supprimée pour cause de déficit et le tronçon de Sarlat à Saint-Denis-près-Martel a été transféré sur route.
Le 8 septembre 1997, la ligne a été le théâtre du plus grave accident survenu à un passage à niveau en France sur la commune de Port-Sainte-Foy-et-Ponchapt : la collision entre un train TER et un camion-citerne chargé d'hydrocarbures a fait 13 morts et 43 blessés.

#### Ambulant postal

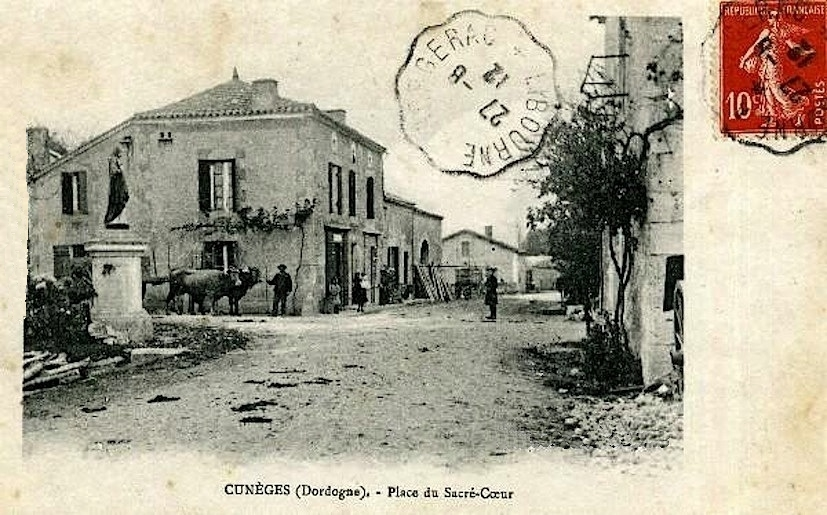
Carte postale comportant le timbre à date crénelé d'ambulant postal sur la ligne de Libourne à Bergerac daté du 27 août 1912.

Un service d'ambulant postal a fonctionné sur cette ligne avant la Première Guerre mondiale. Les lettres étaient déposées dans les gares et, dans le train, un employé oblitérait le courrier avec un timbre à date rond à créneaux, typique des cachets d'ambulants postaux français du début du XXe siècle.

### La ligne auXXIesiècle
Systra, société mandataire de RFF, a présenté en avril 2010 un plan de rénovation de la ligne de Bergerac à Sarlat. Ce segment en impasse, desservi par des TER, était vétuste, et la vitesse des trains limitée à 50 km/h. La ligne menaçait d'être fermée lorsque son état ne permettrait plus une circulation en toute sécurité. Mais elle est finalement rénovée au cours de l'année 2011, avec notamment la pose de longs rails soudés. Ces travaux, assurés sous maîtrise d'œuvre Setec, pérennisent la ligne et permettent de relever la vitesse des trains à 90 km/h.
En 2019, du 2 janvier au 29 septembre, la section entre Libourne et Lalinde est totalement fermée pour cause de rénovation (tronçon Libourne-Bergerac) et de maintenance (tronçon Bergerac-Lalinde).
Transitoirement, une ligne ferroviaire directe est établie entre Sarlat et Périgueux, permettant de relier Bordeaux. Les travaux s'élèvent à près de 84 millions d'euros (35,18 millions d'euros par la région Nouvelle-Aquitaine, 27,27 par l'État, 14,66 par SNCF Réseau et 6,75 par les collectivités locales). Ils consistent à remplacer 62 km de voies (soit 125 km de rails et 120 000 tonnes de ballast), une dizaine d'aiguillages, à rénover cinq gares et trois ponts et à remplacer le pont ferroviaire de Pineuilh
. Ce tronçon concerne 72 passages à niveau dont la fermeture lors du chantier a entraîné ponctuellement de nombreuses déviations.

## Caractéristiques

### Vitesse limite
| Parcours              | Vitesse limite autorails |
| --------------------- | ------------------------ |
| Libourne - Bergerac   | 120                      |
| Bergerac - Le Buisson | 90                       |
| Le Buisson - Siorac   | 100                      |

## Galerie de photos

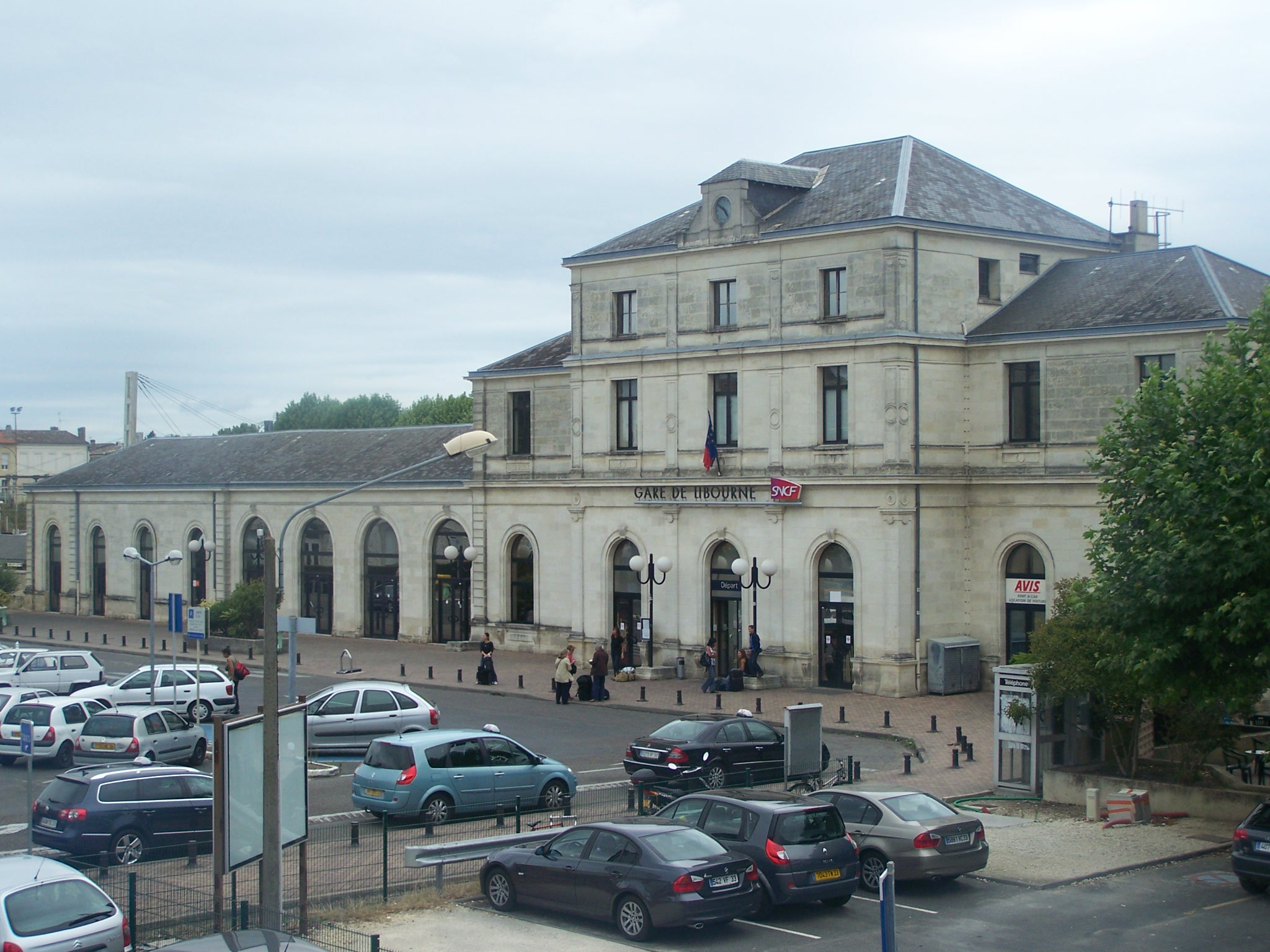
La gare de Libourne.
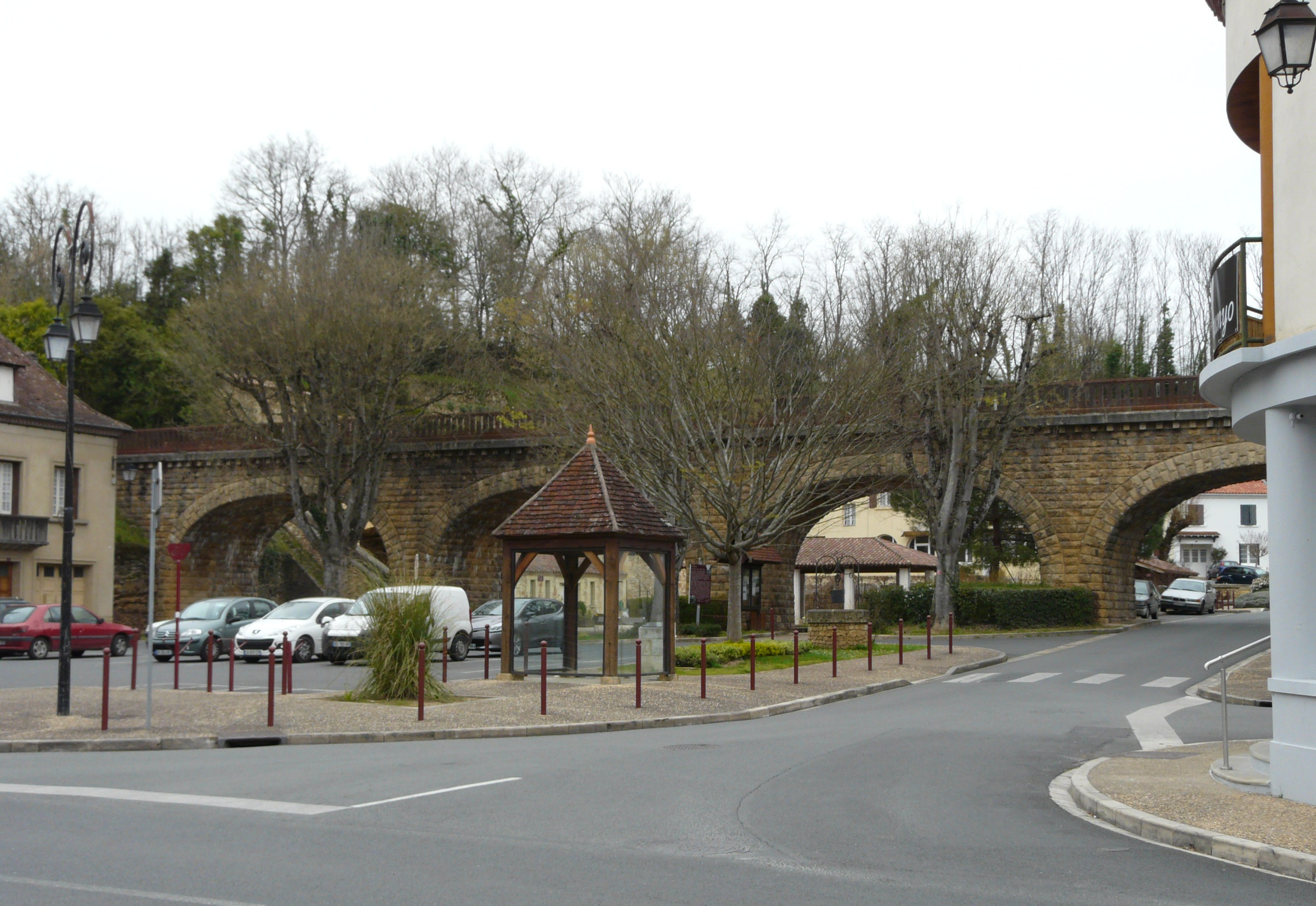
Le viaduc de Mouleydier.
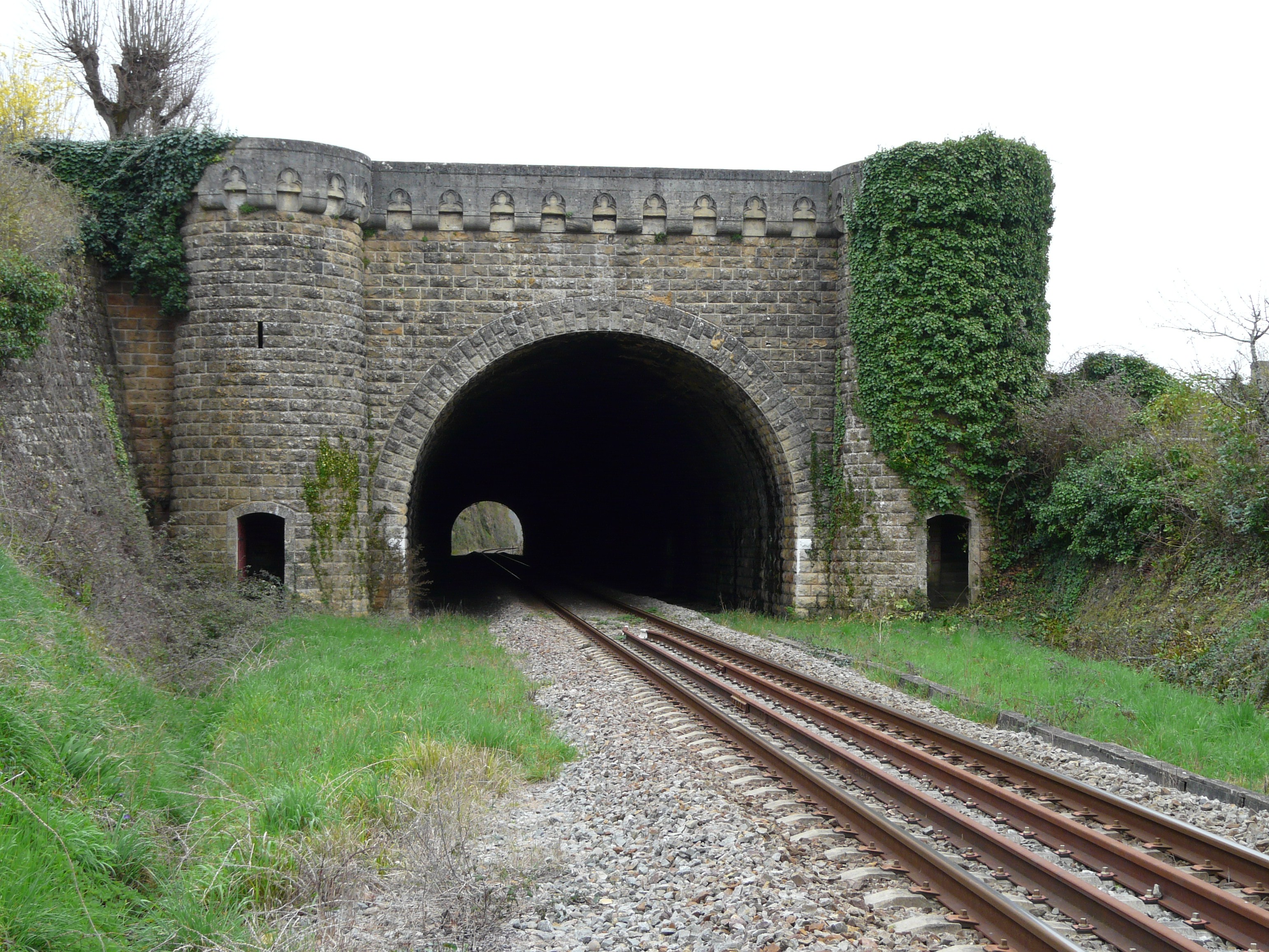
Le tunnel de Mouleydier.
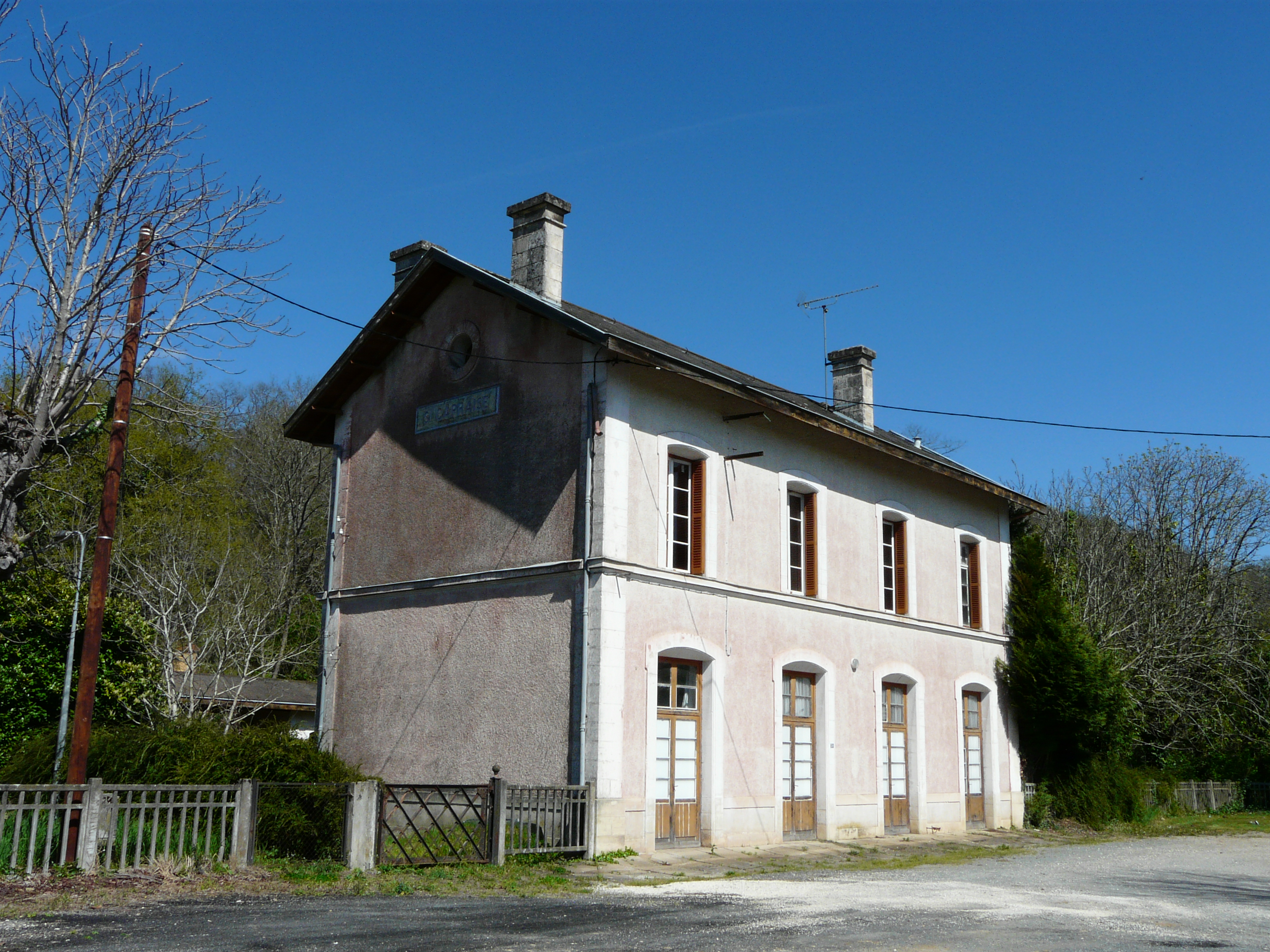
L'ancienne gare de Saint-Capraise-de-Lalinde.